# متودیوپلاستی

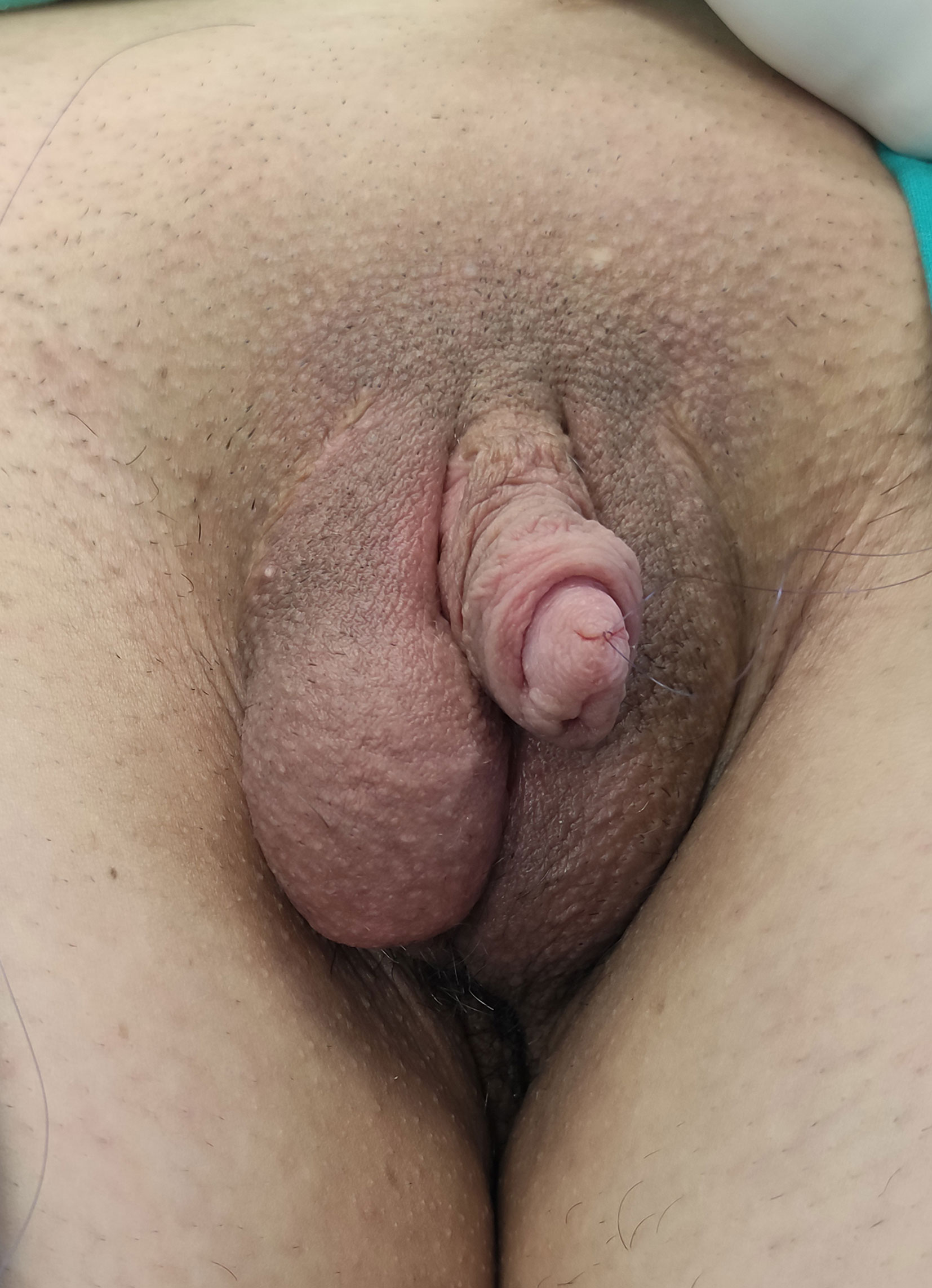
متویدیوپلاستی شامل نئوورترا و اسکروتوپلاستی، تصویر مربوط به 2 سال پس از عمل است.

متوئیدیوپلاستی, متودیوپلاستی یا متوایدوپلاستی (به انگلیسی: metoidioplasty) یا به اختصار متو یا متا یکی از روش‌های جراحی آلت تناسلی برای ترنس‌های مرد است.
با مصرف تستوسترون در ترنس‌های مرد کلیتوریس پس از مدتی رشد کرده و حدود چهار الی پنج سانت خواهد رسید با بزرگ شدن کلیتوریس و حرکت به جلو تا حدودی شبیه به آلت مردانه می‌شود؛ و جراحان با استفاده از تکنیک‌های جراحی و بریدن پوست اقدام به تبدیل آن به آلت تناسلی مردانه می‌کنند.
متودیوپلاستی مزیت‌هایی نسبت به فالو پلاستی دارد که از جمله آن می‌توان به آسان‌تر بودن، عوارض کمتر، هزینه کمتر و مدت کوتاه‌تر جراحی اشاره کرد. بر خلاف فالوپلاستی تحرکات جنسی در روش متودیوپلاستی کاملاً مشهود است و نیاز به پروتز نیست البته تحرکات جنسی به کیفیت یک مرد معمولی نیست.
همچنین در این روش فردمی تواند به ارضای جنسی برسد. یکی از معایب این روش این است که ممکن است اندازه آلت تناسلی به اندازه دیگر مردان معمولی نرسد از این رو ممکن است امکان دخول وجود نداشته باشد.
بهترین نتیجه دراین روش بر روی افراد لاغر یا نزدیک به وزن ایده‌آل مشاهده می‌شود.

## عوارض
یک مطالعه تحقیقاتی پس از مردانی که به این طریق جراحی کردند نشان داد که دچار تورم در قسمت مجرای ادراری داشته و در ادرار با مشکل مواجه می‌شوند این افراد پس از طی دوره نقاهت سلامتی خود را بازپس گرفتند، و تنها ۱۰٪ از این افراد به علت حاد بودن موضوع نیاز به جراحی مجدد پیدا کردند. اندازه میانگین آلت تناسلی در این افراد ۵٫۷ سانتی‌متر بود (محدوده‌ای بین ۴ الی ۱۰ سانت) و تمام بیماران از تحرکات جنسی خوب و احساس طبیعی خود راضی بودند.